# Coracina atriceps
Coracina atriceps là một loài chim trong họ Campephagidae.
Loài này là đặc hữu Indonesia, sinh sống trên các đảo thuộc quần đảo Maluku trong khu vực biển Molucca, biển Ceram và biển Halmahera. Tên gọi trong tiếng Anh của nó là Moluccan cuckooshrike (phường chèo Molucca). Môi trường sinh sống của nó là các khu rừng ẩm vùng đất thấp nhiệt đới hay cận nhiệt đới.

## Phân loài
- C. a. atriceps (Müller, 1843): Đảo Seram ở nam Moluccas. Phân loài này còn có tên gọi là Seram cuckooshrike (phường chèo Seram).
- C. a. magnirostris (Bonaparte, 1850): Các đảo Ternate, Halmahera, Kasiruta, Bacan ở phía bắc Moluccas.